# Velocista (ciclismo)

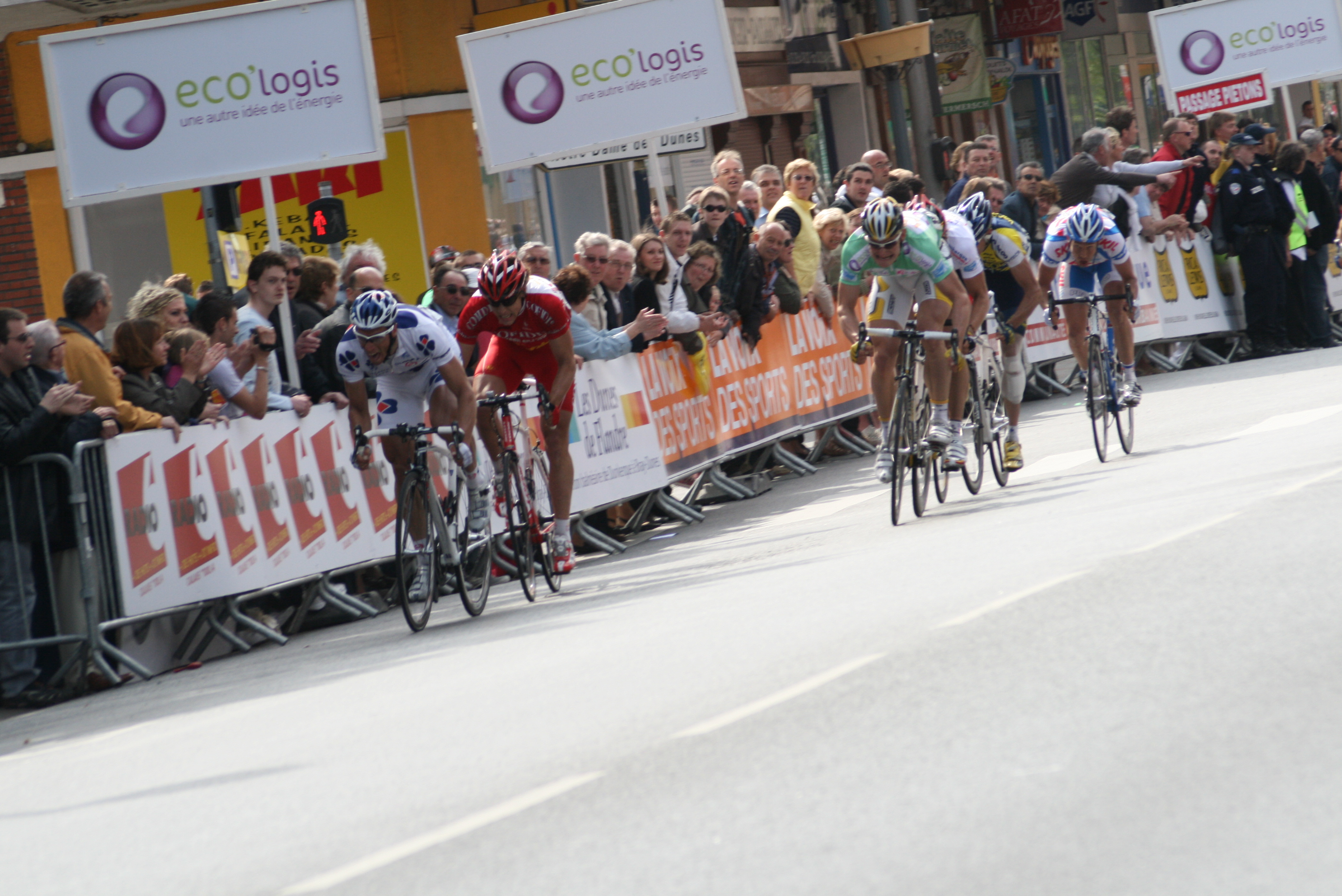
Volata ristretta tra velocisti alla Quattro Giorni di Dunkerque 2009

Il velocista (o sprinteur o sprinter) è un ciclista che generalmente predilige gli sprint di gruppo ad altri tipi di arrivo, avendo le caratteristiche necessarie per cimentarsi al meglio in una volata. Sono richieste doti di esplosività muscolare, equilibrio nella guida del mezzo meccanico e coordinazione. Generalmente un velocista puro pesa molto più di uno scalatore puro: un peso di circa 80 kg permette all'atleta di sprigionare al meglio la propria potenza in un breve lasso di tempo stando sui pedali. Percorsi per velocisti sono regolarmente inseriti nelle corse a tappe ed anche diverse corse in linea di un giorno sono adatte a corridori con tali caratteristiche.

## Descrizione
Il velocista concentra tutte le sue forze nei 200-300 metri finali della corsa, talvolta aiutato dal "treno" dei compagni di squadra: nei chilometri precedenti il traguardo, la squadra del velocista cerca di guadagnare le prime posizioni del gruppo, per poi consentire al leader di lanciare la sua volata nei metri finali della gara. Altri velocisti cercano invece di sfruttare la scia di altri velocisti nella progressione finale. Durante gli sprint, fatti generalmente su lunghi rettilinei pianeggianti, si riescono a toccare velocità comprese fra i 65 e i 70 km/h e sprigionare potenze oltre i mille watt.
Tipico inoltre è il colpo di reni finale dell'atleta sulla linea di arrivo sfruttando il principio di azione e reazione per battere l'avversario. Tra i corridori professionisti che si sono distinti negli ultimi decenni come sprinter puri di successo si ricordano Freddy Maertens, Djamolidine Abdoujaparov, Mario Cipollini, Erik Zabel, Robbie McEwen, Alessandro Petacchi, Mark Cavendish, Marcel Kittel, André Greipel, Elia Viviani, Arnaud Démare, Sam Bennet e Jasper Philipsen. Oltre agli sprinter puri esistono anche sprinter in grado di distinguersi e vincere volate ristrette: tra essi si ricordano negli ultimi decenni Óscar Freire, Alejandro Valverde, Tom Boonen, Paolo Bettini e Peter Sagan, Julian Alaphilippe, Wout Van Aert e Mathieu van der Poel.

## Galleria d'immagini

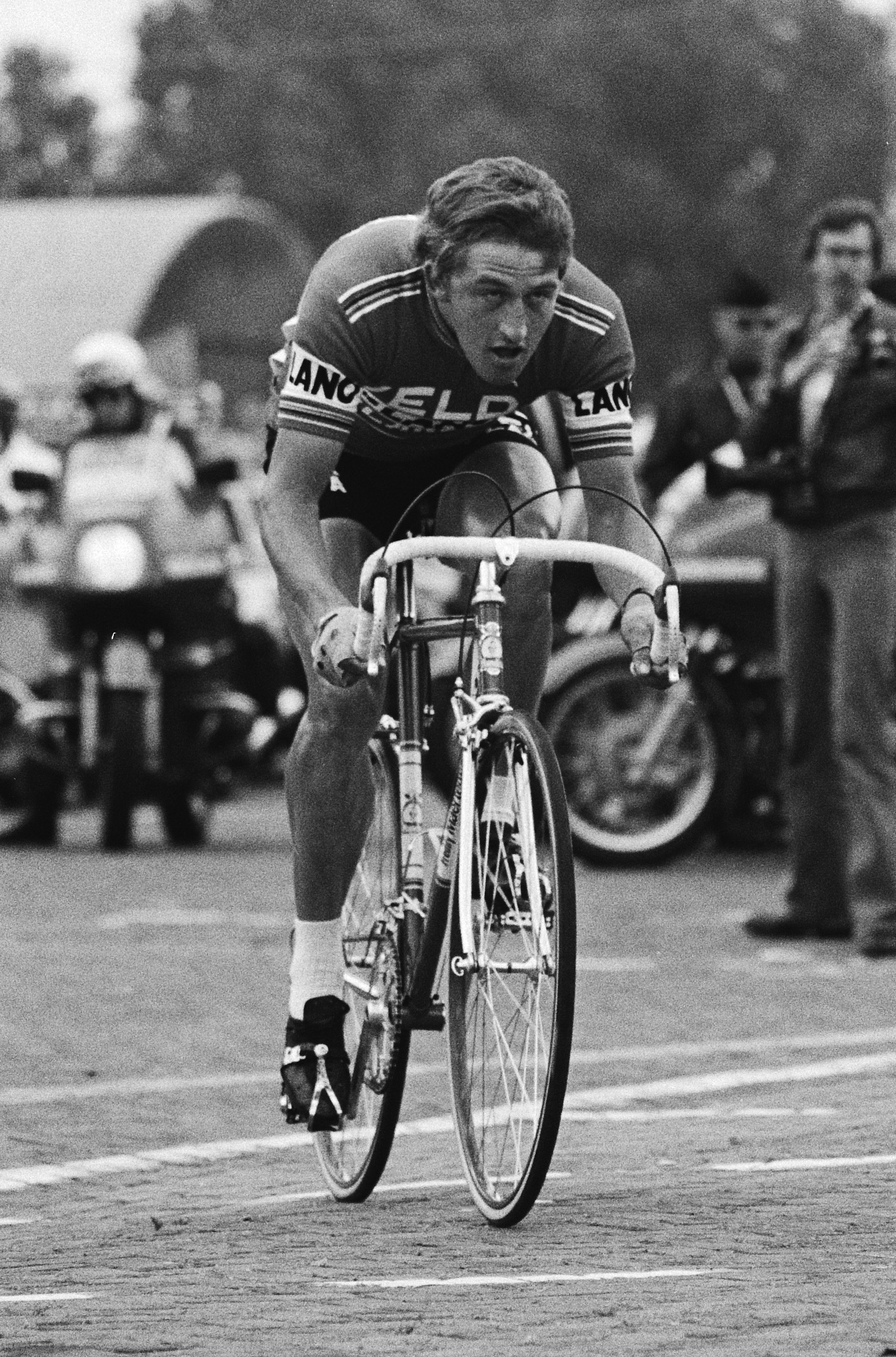
Freddy Maertens
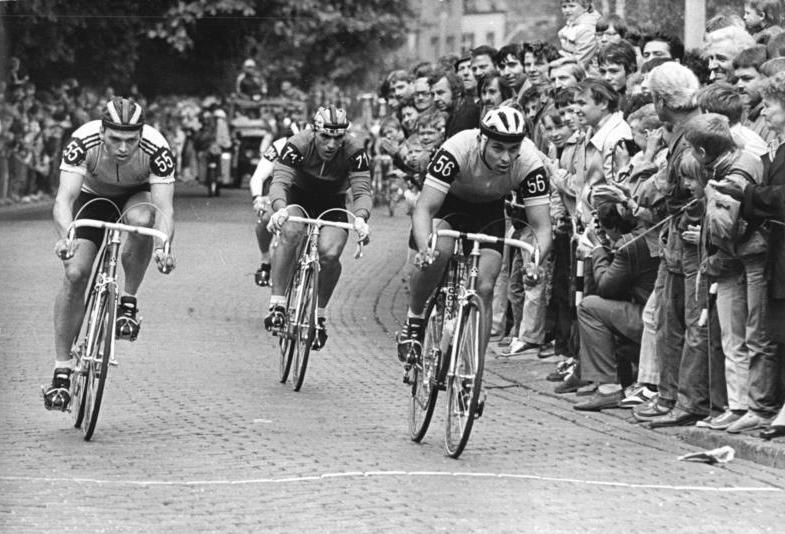
Džamolidin Abdužaparov
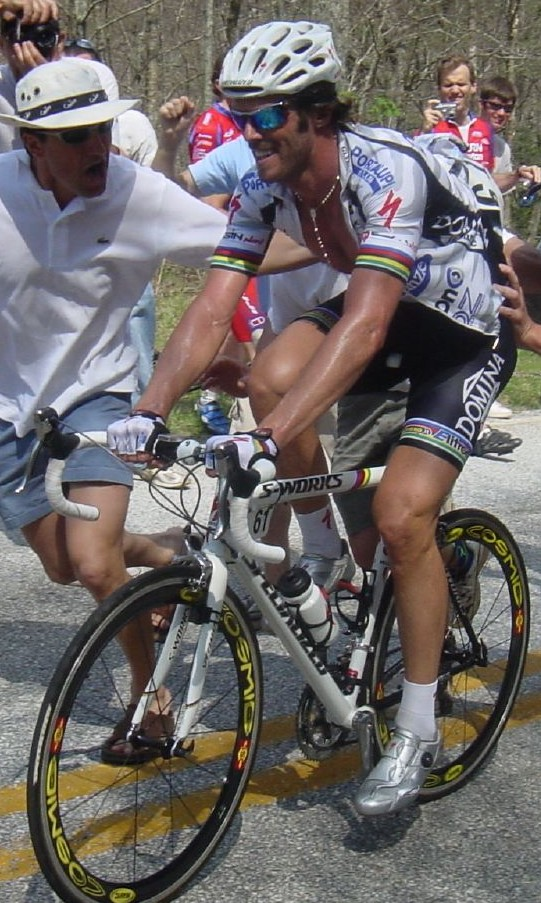
Mario Cipollini
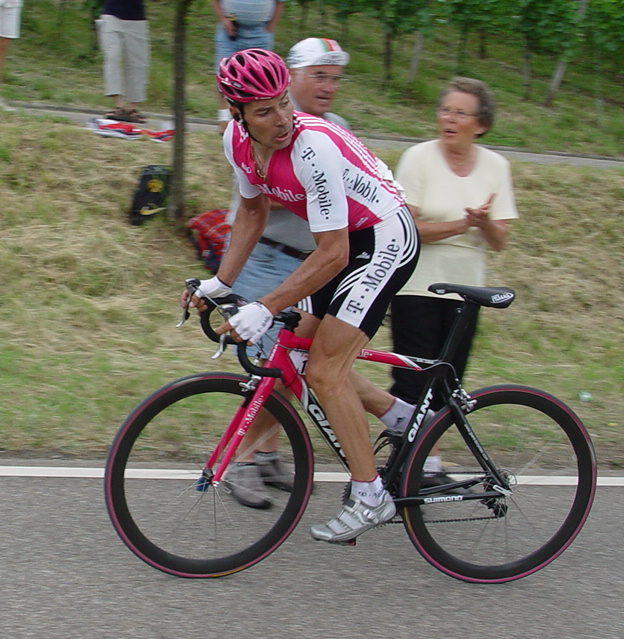
Erik Zabel
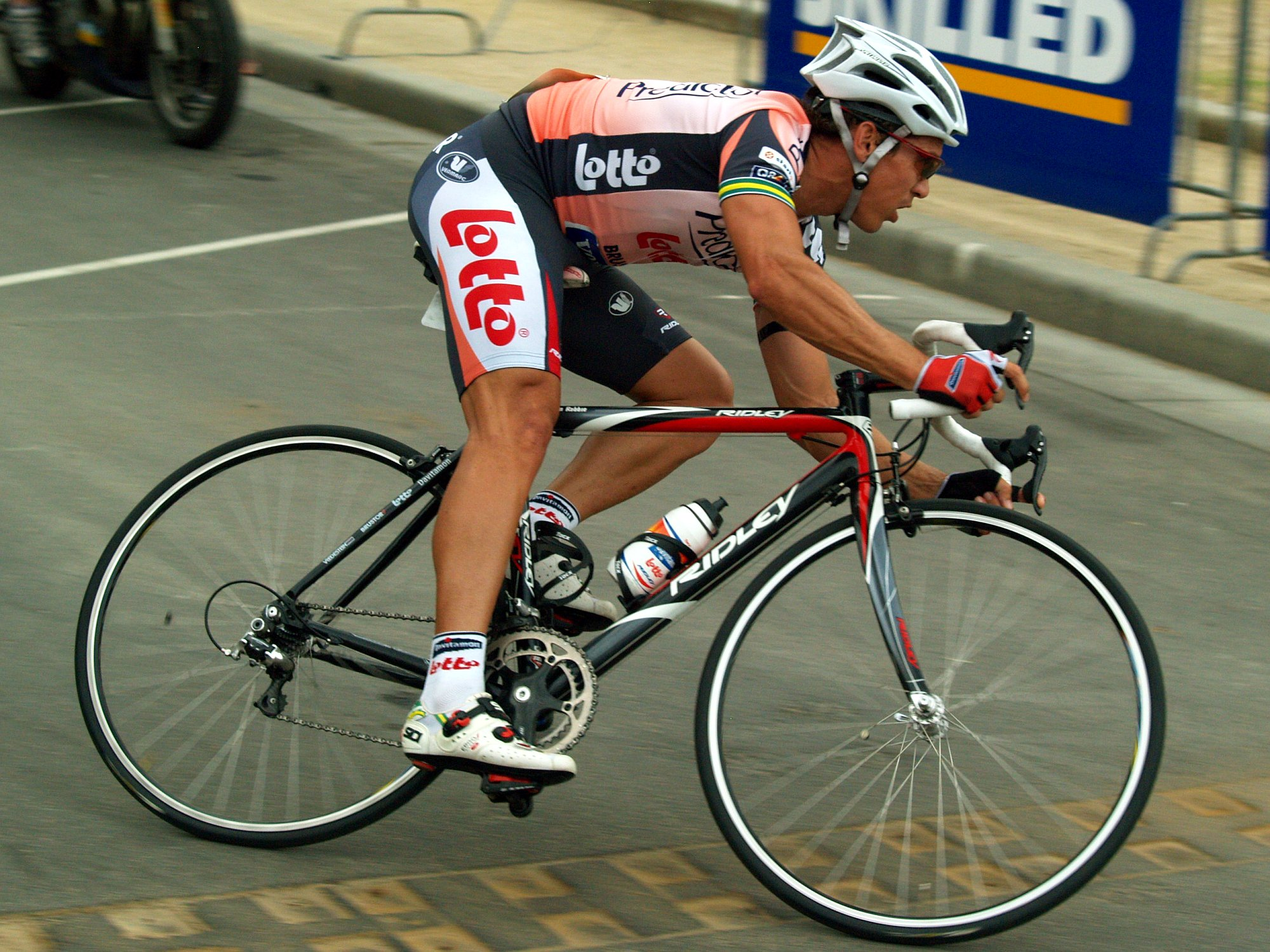
Robbie McEwen
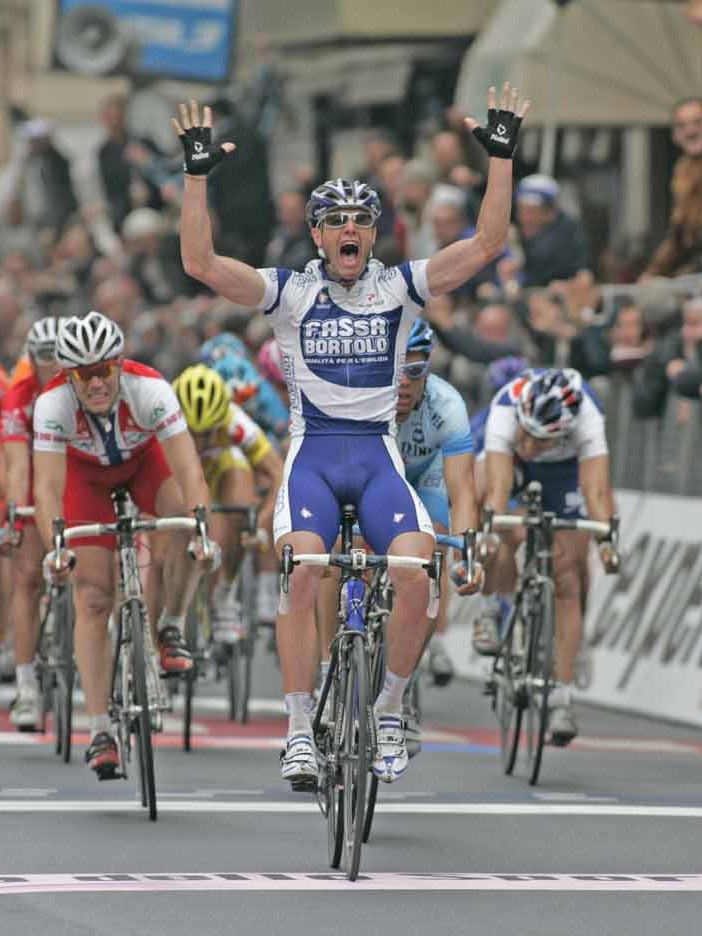
Alessandro Petacchi
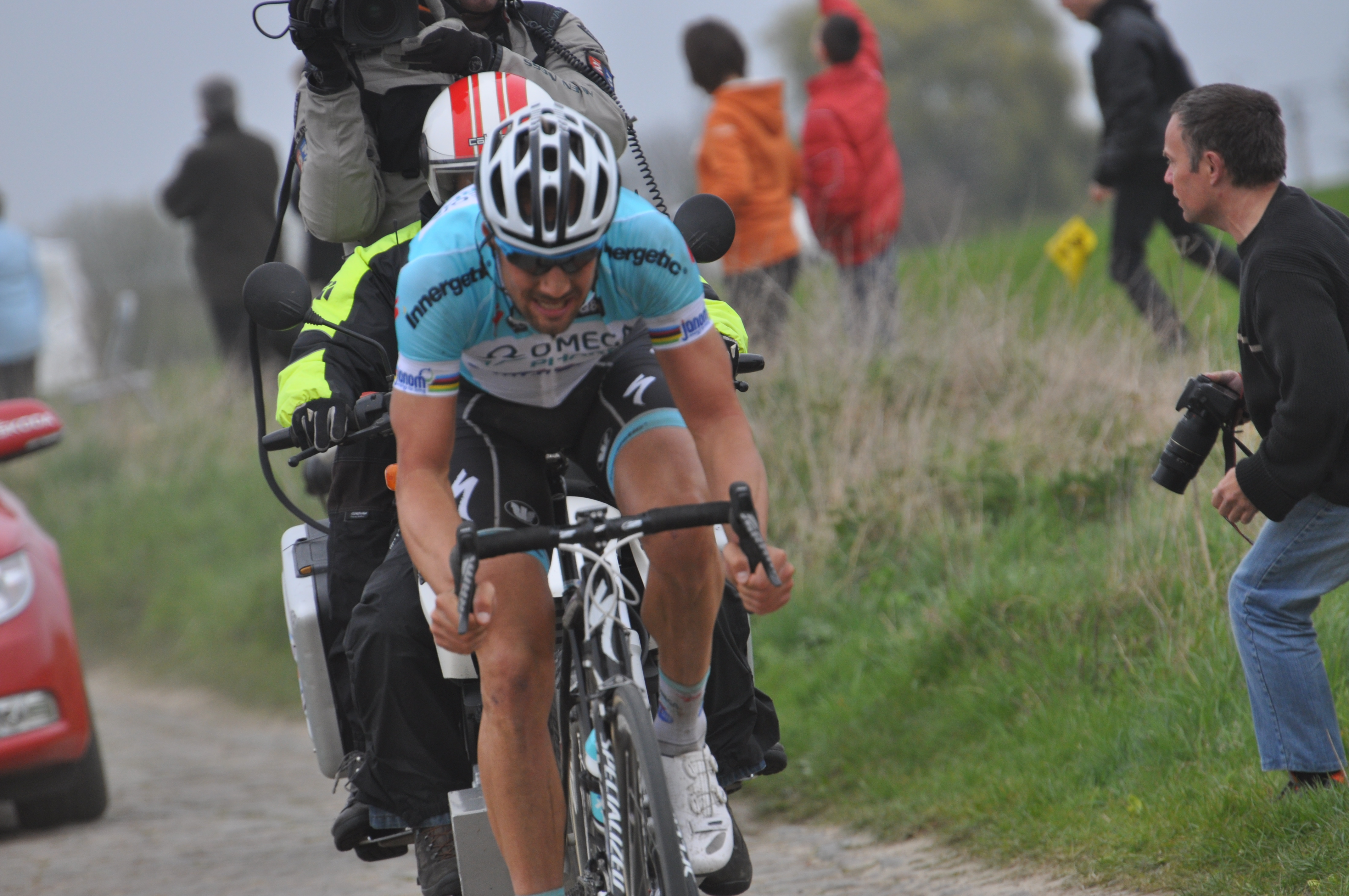
Tom Boonen
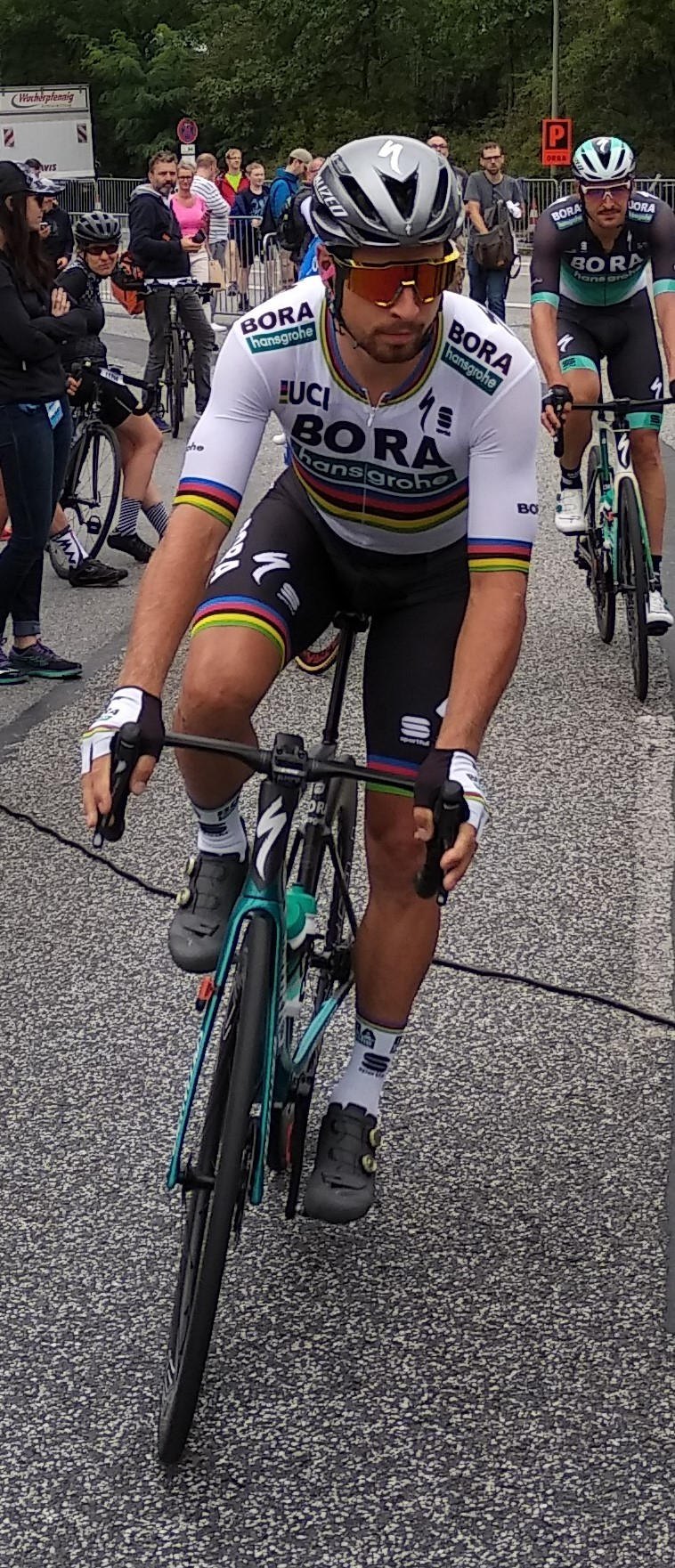
Peter Sagan
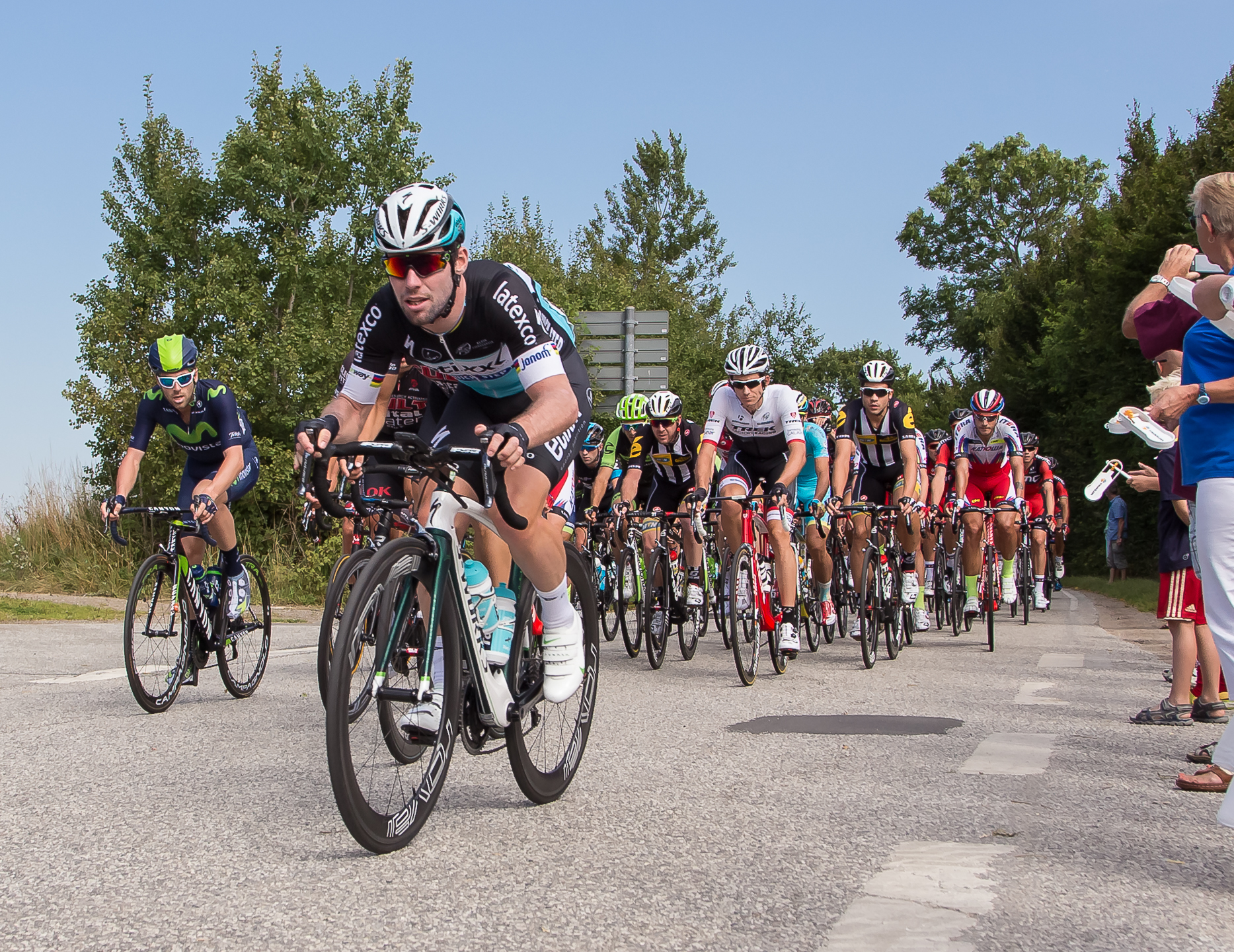
Mark Cavendish
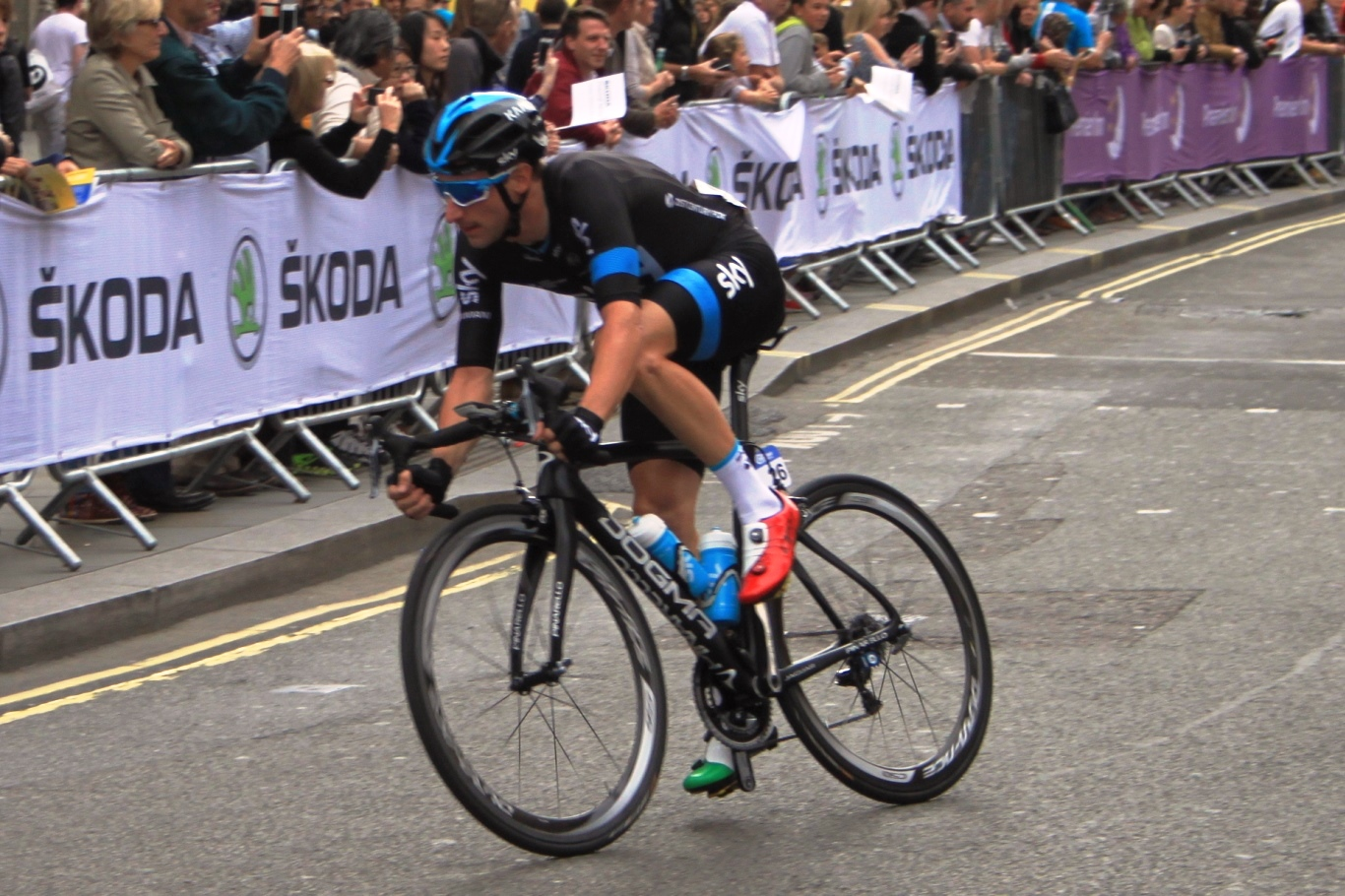
Elia Viviani
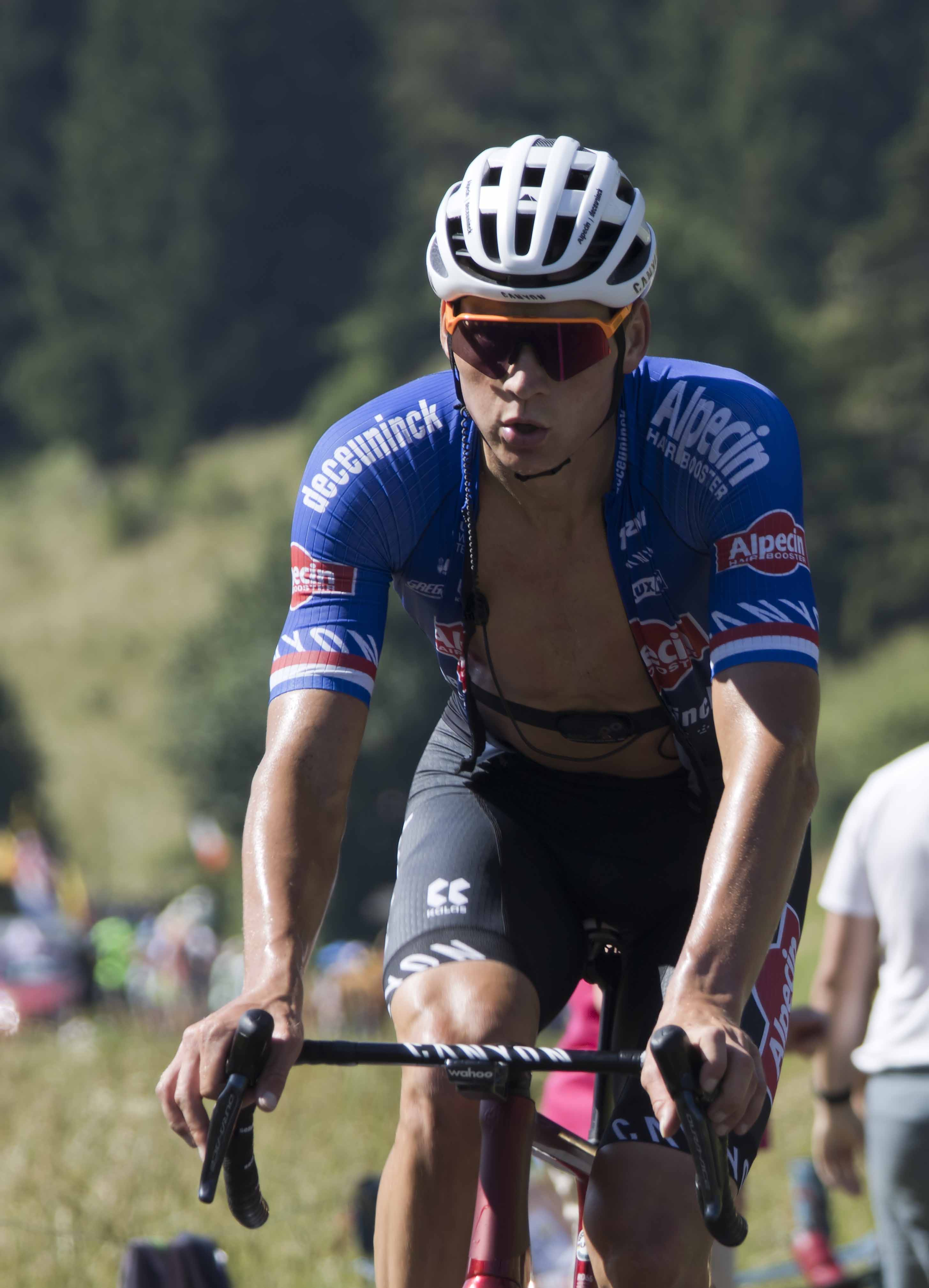
Mathieu van der Poel
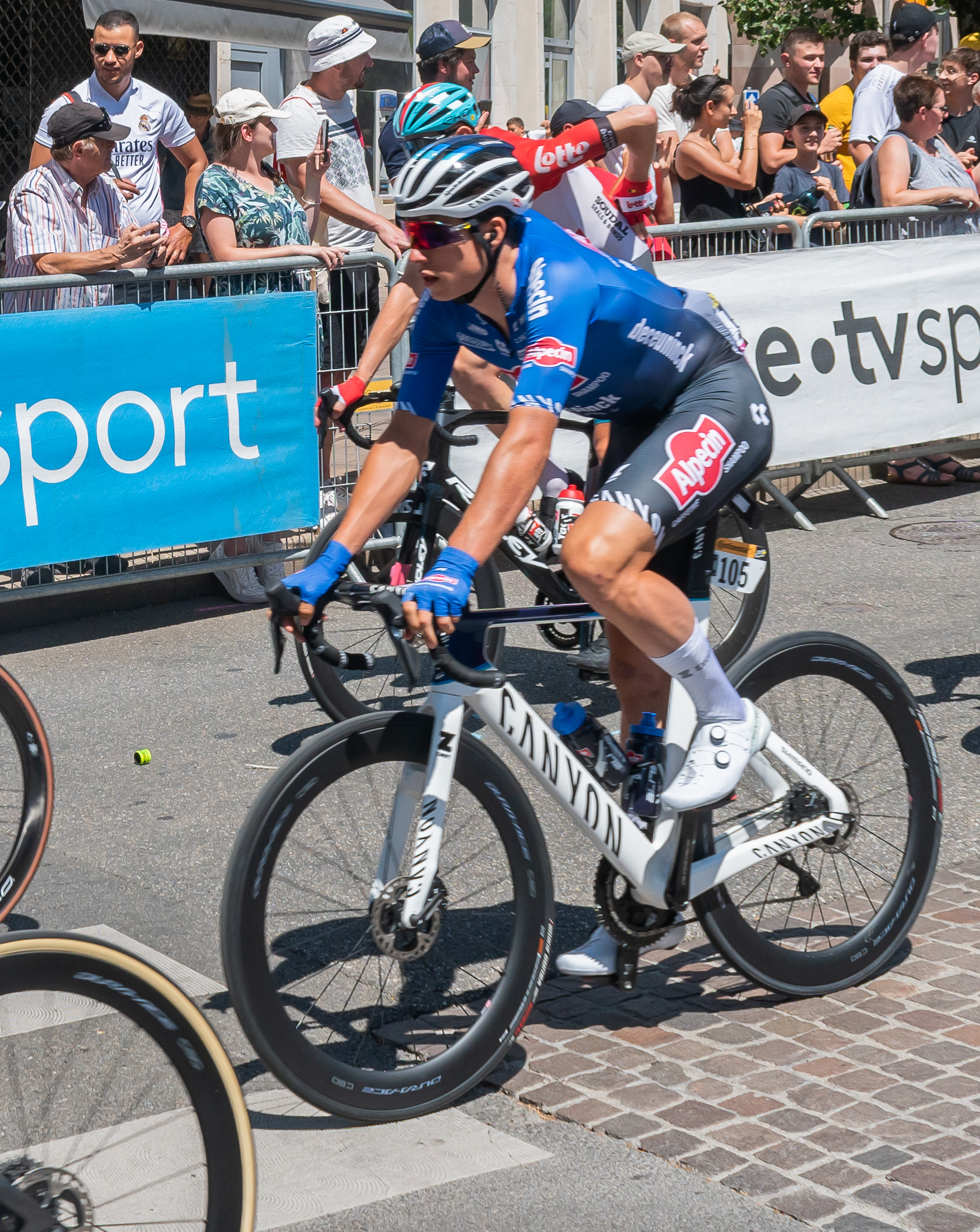
Jasper Philipsen